# Nedokončené jaderné elektrárny ve východním bloku

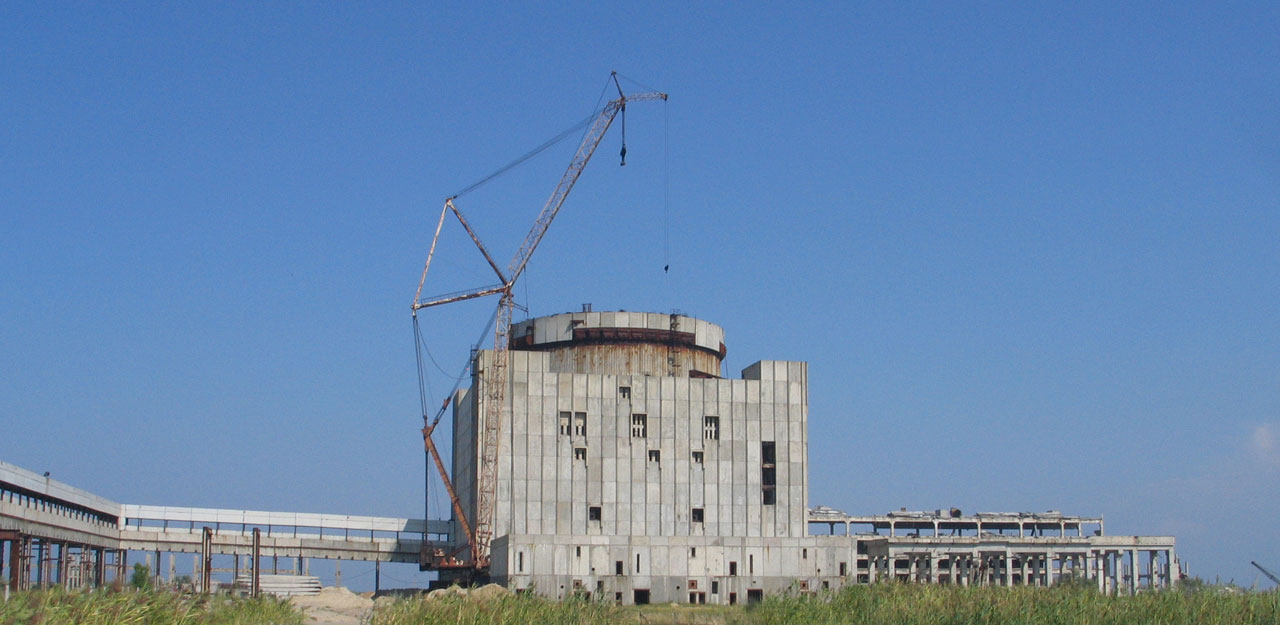
Krymská jaderná elektrárna na začátku tisíciletí

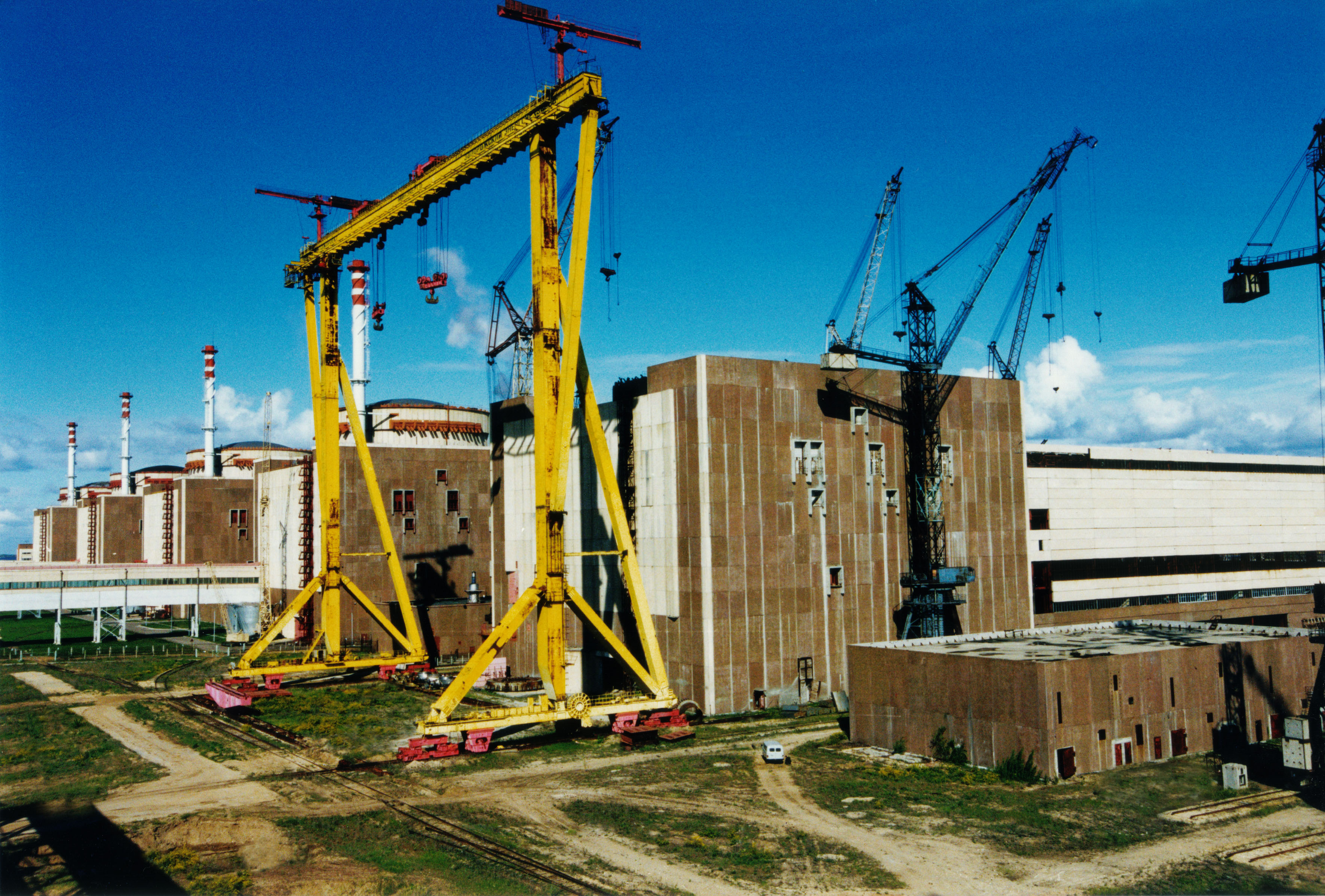
Balakovská jaderná elektrárna v roce 2010

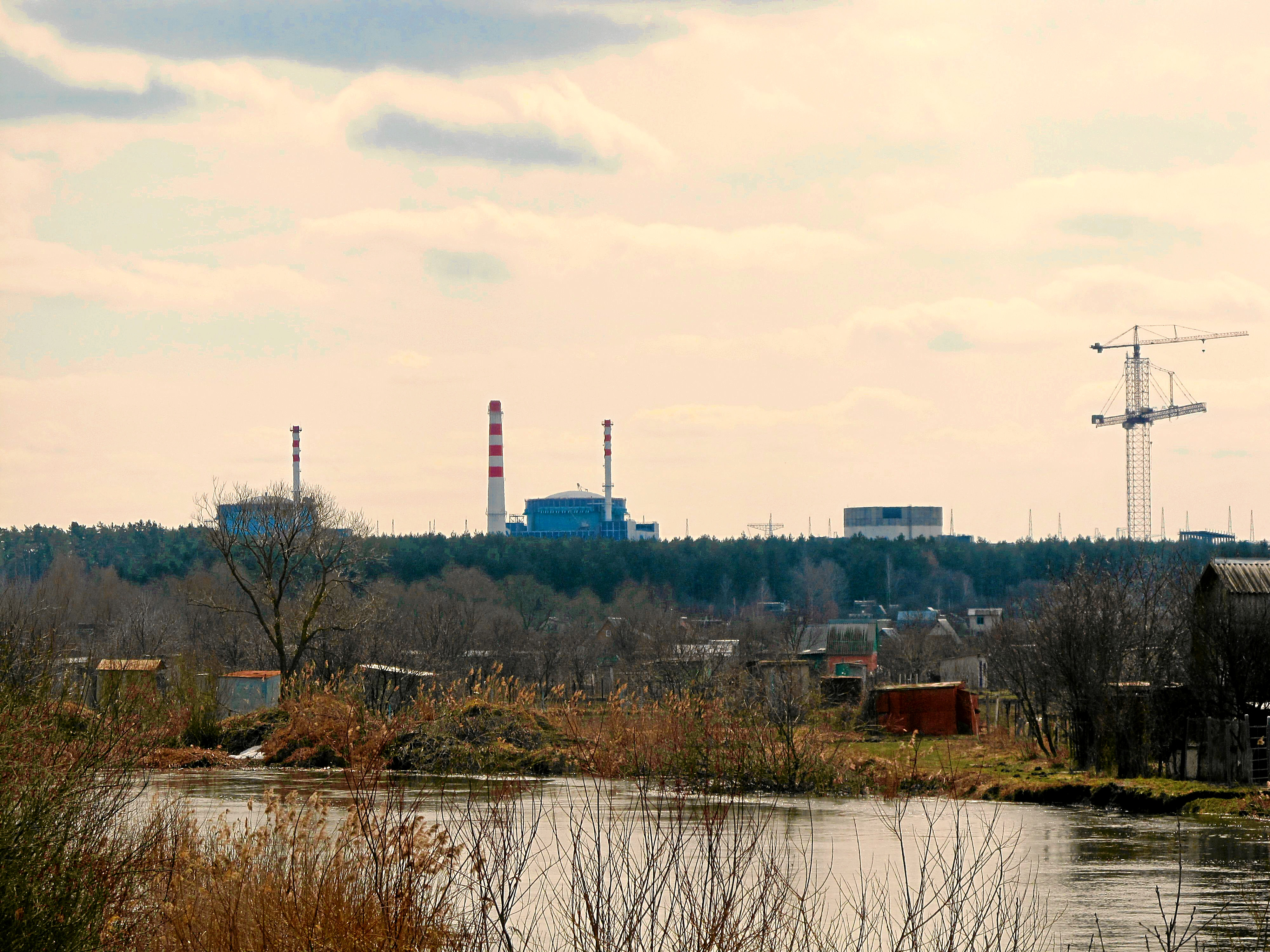
Chmelnycká jaderná elektrárna v roce 2013

Nedokončené jaderné elektrárny ve východním bloku jsou jaderné elektrárny, jejichž výstavba začala na území SSSR nebo zemích východního bloku, ale poté byla z různých důvodů pozastavena. V osmdesátých letech 20. století došlo k výraznému omezení mnoha projektů výstavby, mimo jiné i jaderných elektráren. Ve většině případů šlo o ekonomické problémy, které v SSSR nastaly. U některých šlo ovšem o obavy jako důsledek Černobylské havárie. K zastavení výstavby těchto elektráren se také váže zastavení budování měst pro zaměstnance. Z toho důvodu se v nich nachází velký počet budov, které byly dostavěny až v pozdější době, nebo je město (chápejte několik rozestavěných budov) kompletně opuštěno.

## Zastavení masivní výstavby jaderných elektráren ve východním bloku
Masivní výstavba jaderných elektráren se zastavila po nehodě v Černobylské jaderné elektrárně v roce 1986. Ani to však nebylo důvodem k zastavení řady stavebních projektů. Katastrofa podobného rozsahu z roku 1957 v chemickém závodu Majak v Čeljabinské oblasti také nezpomalila rozvoj jaderného segmentu ekonomiky najednou. Nepříznivá ekonomická situace se ukázala být mnohem významnější, což zastavilo výstavbu drahých energetických zařízení. Některé tyto elektrárny byly (některé byť jen zčásti) dokončeny až po rozpadu Sovětského svazu, ovšem jiné dodnes chátrají a čekají na dostavbu (Tatarská JE, Chmelnická JE...) nebo demolici. (Voroněžská JT, 5. blok Kurské JE)
Po havárii v Černobylské jaderné elektrárně bylo rozhodnuto zastavit výstavbu téměř všech energetických bloků založených na reaktorech RBMK, až na výjimky některých bloků (Kursk 5, Kursk 6, Smolensk 3, Smolensk 4, Ignalina 2, ovšem dostavby a spuštění se dočkaly jen Smolensk 3 a Ignalina 2).
Většina elektráren s reaktorem typu VVER-1000/320 měla mít podle projektu čtyři reaktory s možností rozšíření o dva a v některých případech čtyři další bloky.
| Název elektrárny               | Výkon podle původního projektu | Typ reaktoru                                    | Rok zahájení výstavby | Rok zastavení stavby | Stav – vyhlídky na spuštění | Počet bloků v provozu |
| ------------------------------ | ------------------------------ | ----------------------------------------------- | --------------------- | -------------------- | --- | --------------------- |
| Baškirská jaderná elektrárna   | 4000 MW                        | VVER-1000/320                                   | 1980                  | 1993                 | Po roce 2035 (vedlejší plán po nahrazení dosluhujících RBMK)                                                                         | 0 ze 4                |
| Voroněžská jaderná teplárna    | 2000 MW                        | AST-500                                         | 1983                  | 1990                 | Ne, demontována v roce 2021 | 0 ze 4                |
| Jaderná teplárna Gorky         | 1000 MW                        | AST-500                                         | 1982                  | 1993                 | Ne, demontována v roce 2021 | 0 z (2?)              |
| Kostromská jaderná elektrárna  | 3000–4600 MW                   | RBMKP-2400, RBMK-1500, (nový projekt VVER-1200) | 1979                  | 1990                 | Do roku 2035 (vedlejší plán po nahrazení dosluhujících RBMK)                                                                         | 0                     |
| Krymská jaderná elektrárna     | 4000 MW                        | VVER-1000/320                                   | 1975                  | 1989                 | Stavba zrušena v roce 1990 a v roce 2000 byl projekt definitivně zrušen a zařízení rozprodáno. Tlaková nádoba byla odvezena do šrotu | 0 ze 4                |
| Minská jaderná elektrárna      | 2000 MW                        | VVER-1000/320                                   | 1983                  | 1987                 | Přestavěno na jiný druh elektrárny                                                                                                   | ?                     |
| Oděská jaderná elektrárna      | 2000 MW                        | VVER-1000/320                                   | 1980                  | 1986                 | Ne | 0 ze 2 nebo 4         |
| Čyhyrynská jaderná elektrárna  | 2000 MW                        | VVER-1000/320                                   | Nezačala              | 1989                 | Plánováno postavit minimálně 2 reaktory AP1000 v rámci smlouvy podepsané v roce 2021                                                 | 0 ze 2                |
| Tatarská jaderná elektrárna    | 4000 MW                        | VVER-1000/320                                   | 1980                  | 1990                 | Do roku 2035 s VVER-TOI (vedlejší plán po nahrazení dosluhujících RBMK)                                                              | 0 ze 4                |
| Charkovská jaderná elektrárna  | 2000 MW                        | VVER-1000/320                                   | Nezačala              | Nezačala             | Ne | 0 ze 2 nebo 4         |
| Jihouralská jaderná elektrárna | 2400 MW                        | BN 800 → VVER-1200                              | 1982                  | 1993                 | Změněn plán na tlakovodní reaktory (vedlejší plán po nahrazení dosluhujících RBMK)                                                   | 0 ze 3 nebo 4         |

V následující tabulce jsou vypsány částečně dokončené nebo nedokončené jaderné elektrárny v jiných východních zemích východního bloku.
| Název elektrárny            | Země             | Výkon podle původního projektu | Typ reaktoru  | Rok zahájení výstavby | Rok zastavení stavby | Stav | Počet reaktorů v provozu |
| --------------------------- | ---------------- | ------------------------------ | ------------- | --------------------- | -------------------- | --- | ------------------------ |
| Jaderná elektrárna Belene   | Bulharsko        | 2000 MW                        | VVER-1000/320 | 1987                  | 1991                 | V roce 2005 bylo plánováno obnovení stavby, v roce 2012 bylo od této stavby definitivně upuštěno, stanice byla demontována a technické vybavení využito v bloku Kalinin 4                                                                 | 0 ze 4                   |
| Jaderná elektrárna Warta    | Polsko           | 4000 MW                        | VVER-1000/320 | nikdy                 | –                    | Projekt zrušen v roce 1991 | 0 ze 4                   |
| Jaderná elektrárna Žárnovec | Polsko           | 1760 MW                        | VVER-440/213  | 1983                  | 1990                 | Stavba zastavena | 0 ze 4                   |
| Jaderná elektrárna Temelín  | Československo   | 4000 MW                        | VVER-1000/320 | 1986                  | 1990                 | Stavba zastavena v roce 1990, dostavba v rozsahu dvou bloků schválena 10. března 1993 a elektrárna spuštěna v roce 2000 | 2 ze 4                   |
| Jaderná elektrárna Kumho    | Severní Korea    | 1760 MW                        | VVER-440/213  | 80. léta              | ?                    | Stav neznámý | 0 ze 4                   |
| Jaderná elektrárna Sirte    | Libye            | 880 MW                         | VVER-440/213  | nikdy                 | –                    | Přípravné práce byly zastaveny v roce 1984 ve fázi vývoje projektu kvůli neshodám mezi stranami | 0 ze 2                   |
| Jaderná elektrárna Juragua  | Kuba             | 1760 MW                        | VVER-440/213  | 1983                  | 1993                 | Stavba zastavena v roce 1993 na dobu neurčitou, návrh na obnovu v roce 1995 nevyšel a následně stavba definitivně zrušena. Plánovaná obnova v roce 1995 byla neúspěšná a v roce 2000 odmítnuta nabídka Ruska na dostavbu jednoho reaktoru | 0 ze 4                   |
| Jaderná elektrárna Stendal  | Východní Německo | 4000 MW                        | VVER-1000/320 | 1982                  | 1990                 | Výstavba zrušena po sjednocení Německa, stanice je demontována a areál využit pro jiné průmyslové odvětví | 0 ze 4                   |

## Částečně dokončené elektrárny v SSSR
Částečně dokončené elektrárny jsou elektrárny, které nebyly dostavěny podle originálního plánu, anebo byly dostavěny až po rozpadu SSSR, ovšem ne kompletně. (Nebo nebyly dostavěny kvůli bezpečnosti.)
V současné době se na Ukrajině usiluje o pokračování v jaderném průmyslu a o dostavbu projektů, které byly pozdrženy před rozpadem SSSR. V roce 2022 se plánuje dostavba jedné jednotky VVER-1000/320 a přístavby dvou jednotek AP1000 v Chmelnycké jaderné elektrárně.

### Chmelnycká jaderná elektrárna
Od 22. září 2020 je prověřováno, zda je stav budov a jeřábu Kroll K-10000, který na stavbě stojí, dostatečný a elektrárnu bude možné dokončit. Dostavba byla plánována již v roce 2014 za asistence Rosatomu, ale kvůli anexi Krymu a kvůli tomu, že Rosatom bez vědomí Energoatomu zasahoval do projektu a měnil parametry (přičemž obě strany na sebe navzájem uvalují vinu), proto vláda Ukrajiny dostavbu zrušila. V prosinci roku 2020 byl podepsán kontrakt k dokončení 3. bloku českou firmou Škoda JS. Tato firma byla do roku 2022 však pod ruským holdingem Gazprombank, byla to tedy strategie ukrajinské vlády jak nepřímo obchodovat s ruskou stranou.
V polovině roku 2021 se nad 3. reaktorem začalo budovat dočasné překrytí, což podle Energoatomu má umožnit pracovníkům zkoumat stav budovy i v zimě.
22. listopadu 2021 byla podepsána smlouva s Westinghouse o dostavbě 4. bloku pomocí technologie AP1000.

### 5. a 6. blok Kurské jaderné elektrárny
Na začátku 80. let bylo přijato rozhodnutí o rozšíření Kurské jaderné elektrárny na výkon 6000 MW přístavbou dvou reaktorů RBMK o výkonu 1000 MW každý. Výstavba dvojbloku RBMK 3. generace započala roku 1985, respektive 1986 a reaktory měly přejít do komerčního provozu v letech 1991-1993.
V roce 1986 přišlo první pozdržení stavby kvůli černobylské havárii, ale to netrvalo dlouho a stavba se kvůli nedostatku elektrické energie a po prověrce bezpečnosti dosavadních staveb opět rozběhla. Druhé zastavení stavby v roce 1990 mělo již horší následky, protože znamenalo prakticky budoucí konec tohoto projektu. Po roce 1991 a rozpadu SSSR nebyl sice projekt oficiálně zastaven, ale výstavba 6. bloku byla v roce 1993 pozastavena navždy. Blok č. 5 bylo plánováno uvést do provozu v roce 1996, ale kvůli tomu, že stavba kvůli nedostatečnému financování probíhala velice pomalu, byl termín spuštění posunut na rok 1998 a posléze na rok 2000. Během těchto let byly dokončeny hlavní budovy a infrastruktura komplexu, dále přečerpávací nádrže, zastřešení turbínové haly a reaktorové haly, dokončení druhého chladicího jezera (bylo budováno, protože dosavadní rozloha jezera Kurčatov nebyla dostatečná pro uchlazení výkonu 6000 MW). Mimo blok č. 5 se objevily i plány na dokončení 6. bloku do roku 2010, ale to se nikdy nestalo. Spuštění bloku 5. bylo po dalších finančních problémech posunuto na konec roku 2004, poté 2006.
Od let 2002 do let 2007 probíhaly poslední práce na reaktorové budově. V roce 2009 bylo uvedeno, že dokončit reaktor do roku 2013 by vyžadovalo více peněz, než postavit nový reaktor VVER-1000. V roce 2012 byla výstavba definitivně zrušena s oficiálním vyjádřením, že šlo o důsledek fukušimské havárie, ale ve skutečnosti šlo jen o reputační důvody Rosatomu, kvůli bloku RBMK. Paradoxní je, že stavba 5. bloku je dokončena na přibližně 95%.
Druhá část jezera Kurčatov budovaná pro dva bloky RBMK bude využita v novém projektu Kurské jaderné elektrárny II.
| Název elektrárny                  | Výkon podle původního projektu | Typ reaktoru                | Rok zahájení výstavby | Rok zastavení stavby | Vyhlídky na dostavbu | Počet bloků v provozu                                           |
| --------------------------------- | ------------------------------ | --------------------------- | --------------------- | -------------------- | --- | --------------------------------------------------------------- |
| Kurská jaderná elektrárna         | 6000 MW                        | RBMK-1000                   | 1976                  | 1993, 2012           | Ne, projekt po mnoha letech dohadů a neshodů zrušen a blok bude rozebrán, 6. blok má dokončenost méně než 5% (Pouze vybetonované základy a část turbínové haly) | 4 ze 6                                                          |
| Smolenská jaderná elektrárna      | 6000 MW                        | RBMK-1000                   | 1975                  | 1993                 | Ne, ale před rokem 2000 se objevily zmínky o dostavbě, poté byla stavba definitivně zrušena a dosavadní objekty zbourány nebo využívány jinak | 3 ze 6                                                          |
| Černobylská jaderná elektrárna    | 6000 MW                        | RBMK-1000                   | 1970                  | 1988, 1991           | Ne, projekt zastaven v roce 1988 a poté definitivně zrušen v roce 1991. Existovaly plány v roce 1994 na nahrazení 2. bloku dostavbou 5. bloku, aby nemusely být využity chladicí věže, ale nikdy nebylo získáno povolení, nehledě na finanční stav Ukrajiny v roce 1994 | 4 byly v provozu, 2 nedostavěny                                 |
| Ignalinská jaderná elektrárna     | 6000 MW                        | RBMK-1500                   | 1977                  | 1988                 | Ne, zařízení prodáno a demontováno | 2 byly v provozu, 2 nedostavěny                                 |
| Balakovská jaderná elektrárna     | 6000 MW                        | VVER-1000/320               | 1980                  | 1993, 2008           | Ne, oznámena demontáž | 4 ze 6                                                          |
| Chmelnycká jaderná elektrárna     | 4000 MW                        | VVER-1000/320               | 1981                  | 1990                 | 3. blok – plánována dostavba, od roku 2020 probíhají přípravné práce, oprava konstrukcí 4. blok – plánováno nahradit blokem AP1000 | 2 ze 4 (2. blok spuštěn mezi lety 2004 a 2005)                  |
| Jihoukrajinská jaderná elektrárna | 4000 MW                        | VVER-1000/320               | 1977                  | 1989                 | Ne, přestavěno na simulátor | 3 ze 4                                                          |
| Rovenská jaderná elektrárna       | 4880 MW                        | VVER-1000/320, VVER-440/213 | 1973                  | 1990                 | V roce 2021 potvrzena stavba jednoho bloku AP1000 do roku 2032 | 4 z 6 (4. blok uveden do zkušebního provozu na konci roku 2004) |